# Tanzen E.P.
Tanzen, pubblicato nel 1999, è un EP del dj italiano Gigi D'Agostino.

## Tracce
1. The Riddle (Club Remix) (Gigi D'Agostino)
2. Your Love (Gigi D'Agostino)
3. Passion (Gigi D'Agostino)
4. Coca e Avana (Gigi D'Agostino)
5. Bla Bla Bla (Dark Remix) (Gigi D'Agostino)
6. Star (Gigi D'Agostino)
7. Another Way (Gigi D'Agostino)
8. A A A (Gigi D'Agostino)
9. Acid (Gigi D'Agostino)
10. One Day (Gigi D'Agostino)
11. Movimento (Gigi D'Agostino)
12. The Riddle (JB Dub Remix) (Gigi D'Agostino)
13. Bla Bla Bla (Abbentenza in FM) (Gigi D'Agostino)